# A Megváltó Krisztus szobra (Maratea)
A Megváltó Krisztus szobra (Cristo Redentore di Maratea) egy Jézust ábrázoló műalkotás a dél-olaszországi Maratea településen. A carrarai márvánnyal borított alkotást 1963 és 1965 között készítette Bruno Innocenti firenzei szobrászművész.
A Monte San Biagio dombon (644 m) emelkedő 21,23 méter magas és mintegy négyszáz tonnás szobrot, amelyet a hasonló, Rio de Janeiróban található A Megváltó Krisztus szobra nevet viselő műemlék alapján készítettek, Stefano Rivetti vállalkozó finanszírozta, aki így szerette volna megajándékozni Maratea település lakosságát. Korábban ugyanezen a ponton kovácsoltvasból, majd később vasbetonból készült kereszt állt.
A Krisztus-szobor nem a tenger felé fordul, ami kétségtelenül impozánsabb látványt nyújtana, hanem a város felé, ezzel is jelezve, hogy a települést és annak lakosait oltalmazza.